# Parkour
Parkour (prescurtat PK) este o disciplină de antrenament a celui mai eficient și mai rapid mod de a ajunge din punctul A în punctul B folosind doar mijloacele propriului corp.
Practicanții acestei discipline se numesc traceur -i la masculin si traceuse-re la feminin. Antrenamentul acestora include elemente din spațiul cotidian (artificial sau natural) cum ar fi balustrade, copaci, clădiri etc. Ei consideră acest gen de antrenament un mod de eliberare din constrângerile impuse de alte sporturi standardizate cât și unul de depășire a limitărilor autoinduse.
*Freerunning este termenul folosit de Sebastien Foucan în documentarul Jump London pentru a se referi la parkour, termen care a ajuns ulterior să descrie un sport bazat pe acrobații, diferit de disciplina originală Le Parkour.

## Privire de ansamblu
Parkour este o disciplină fizică inspirată de mișcarea corpului omenesc. Se concentrează pe mișcarea eficientă, neîntreruptă înainte, peste, pe sub, în jurul și prin obstacole (atât naturale cât și artificiale) într-un anume mediu înconjurător. Astfel de mișcare poate apărea sub formă de fugă, sărituri, cățărări și tehnici mai complexe. Scopul parkour-ului este ca practicantul să-și adapteze mișcarea la orice obstacol din calea sa.
Unii oameni găsesc multe similarități între parkour și cascadoriile și tehnicile celebrului actor și practicant de arte marțiale Jackie Chan. Totuși, alții privesc parkour-ul ca pe o artă asemănătoare dansului: o formă de a materializa mișcarea corpului omenesc în cea mai frumoasă formă a sa. Parkour este adesea legat de ideea de libertate, în forma abilității de a depăși aspecte din preajma ta care tind să limiteze, de exemplu balustrade, grilaje, rampe, scări sau pereți, cuprizând libertatea la un nivel non-fizic de asemenea.Acest parkour este considerat de uni indivizi ca un sport insa este o arta a vieti de zi cu zi care reiese doar prin faptul ca nu exista competie pentru ca fiecare traceur/traceuse are stilul propriu!

## Istorie
Antrenamentul este inspirat din "L'éducation Physique Virile Et Morale Par La Méthode Naturelle" (metoda naturală de educație fizică și morală) cunoscută și sub denumirea de Hebertisme, concepută de Georges Hébert (1875-1957), fost ofițer naval care în călătoriile sale în Africa a fost uimit de abilitățile fizice ale populației indigene: „Corpurile lor erau splendide, flexibile, sprintene, agile, rezistente și cu toate astea nu aveau un alt antrenor în gimnastică decât viața lor în natură.“ G. Hébert
Această metodă naturală consta original în construirea unor trasee cu obstacole, parcours du combattant, în care, pe lângă mișcările specifice parkour de astăzi, se regăseau și probe de înot, de ridicare de obiecte grele, de aruncare a unor obiecte, cvadrupedie și de luptă corp la corp cu un partener. Spre deosebire de parkour, în "metoda naturala", toate exercițiile sunt executate fără încălțăminte iar scopul metodei este acela de a crea indivizi puternici atât fizic cât și psihic, moral: "etre fort pour etre utile" (puternic ca să ajuți) și "etre et durer" (A fi si a exista) fiind motto-urile practicanților. Acest gen de trasee inspirate din metoda naturală se regăsesc și astăzi în incintele militare din toată lumea.
Cel care a preluat și a adaptat metoda naturală a fost David Belle (n. 29 aprilie 1973), inspirat de tatăl său, Raymond Belle (1939 - 1999), fost militar în Vietnam recunoscut pentru faptele sale de eroism în cadrul "sapeurs-pompiers" - pompierii militari din Paris. David Belle a părăsit școala la 15 ani și s-a dedicat în totalitate dezvoltării artei sale, Le Parkour. Pe acest drum l-au urmat mai multe persoane printre care și grupul Yamakasi, Jerome Ben Aoues, Sebastien Foucan, Les Tracers ș.a.
În urma popularizării disciplinei, mai ales prin documentarul Jump London, urmat apoi de Jump Britain, diferite ramuri bazate pe latura fizică a parkour au apărut, înclinate mai degrabă spre mișcări spectaculoase. Aceste discipline sunt: 3run, free-running, etc. Altele bazate pe aceleași principii au fost aduse în actualitate: yamakasi, multilevelmoves, tricking, street stunts.

## Non-rivalitate
O campanie a fost pornită pe 1 mai 2007 de către portalul Parkour.NET pentru a conserva filozofia parkour împotriva competiției sportive și a rivalității. În cuvintele lui Erwan (Hebertiste):
| “ | Competiția împinge oamenii să lupte împotriva altora pentru satisfacția unei mulțimi și/sau beneficiul câtorva oameni de afaceri prin impresionare. Parkour e unic și nu poate fi un sport de competiție fără a-și ignoră esența altruistă de a se dezvolta. Dacă parkour devine un sport, va fi greu să predai și să răspândești cu seriozitate parkour ca o activitate non-competitivă. Prin aceasta se va răspândi un nou sport care, dacă va fi numit parkour, nu-și va mai păstra esența filozofică. | ” |

## Terminologie

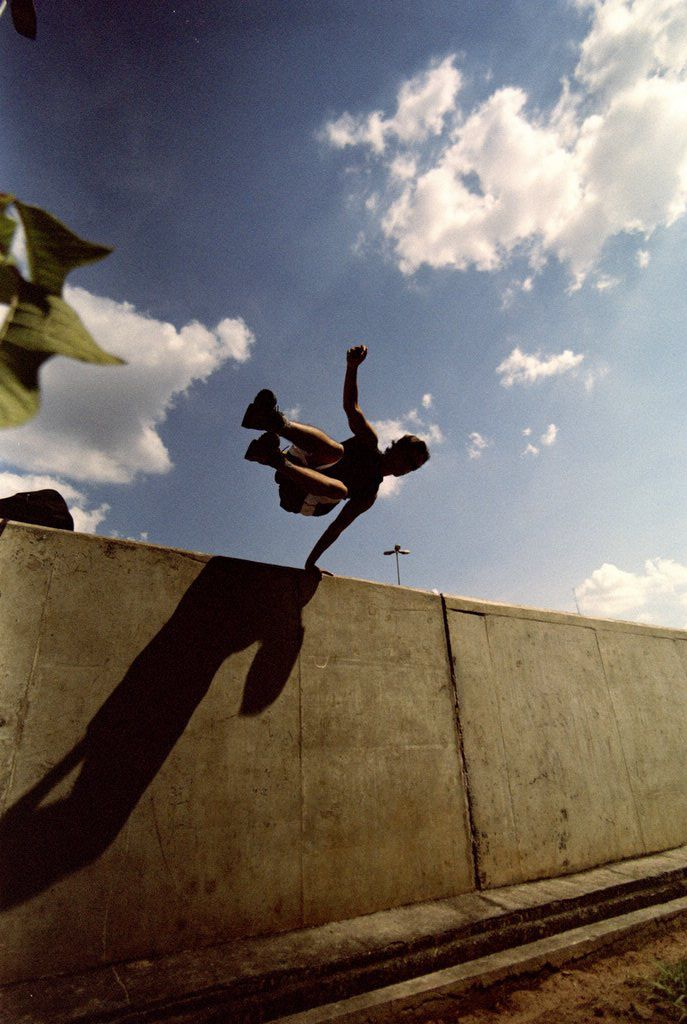
Reverse

- Traceur/Traceuse : Practicant de parkour. Termenul provine din verbul "tracer" care în limbajul de argou francez înseamnă "a scăpa", a evada sau a ajunge undeva rapid prin fugă sau pe bicicletă sau cu mașina, a te grăbi.

Un traceur este o persoană care a trecut deja printr-un proces de antrenament și are experienta și capacitatea să execute mișcările și săriturile care compun Parkour-ul, un traceur ar putea fi considerat un atlet.
Cei care încep cu un antrenament adecvat se pot asemăna ucenicilor, ceilalți care încep să sară și să se joace de-a Parkour se aseamănă mai mult amatorilor. (fanilor)
Așa cum nimeni nu poate fi doctor, inginer sau arhitect până nu trece examenul final, înainte de acesta este doar un student.
Tehnici de bază în Parkour:
- Demi Tour | Turn: Folosit pentru  plasarea pe cealaltă parte a unei balustrade, bari, zid de mica inaltime etc. pentru a putea sari la/peste al obstacol sau pentru a face o mica pauza inainte de a ateriza pe pamant in acest fel reducand puterea impactului cu solul.
- Franchissement | Underbar: Saltul printr-un spațiu îngust cu picioarele în față și ajutandu-se de maini care se tin de o bara, balustrada etc.
- Laché: Lacher înseamnă literal a da drumul. Când atârni de un obstacol și cazi ca să te prinzi de altul.
- Passement | Salt | Speed : Termenul general pentru orice tip de salturi peste obstacole.
- Saut de Chat | Saltul pisicii | Monkey: Ne lansăm, punem mâinile pe obstacol, aducem picioarele la piept după care împingem și cu mâinile - în acest moment picioarele sunt încadrate de mâini și trec printre ele pentru o aterizare pe cealaltă parte a obstacolului.
- Passe Muraille | Wall Climb : Trecerea peste ziduri înalte sau obstacole similare, facand cativa pasi pe zid iar apoi prinzandu-se de varful zidului.
- Planche | Ridicare | Muscle-Up: Să ajungi din atârnat, ajutandu-te doar de brate, într-o pozitie deasupra obstacolului.
- Reverse | 360 : Un tip de salt folositor când te afli la un unghi diferit de obstacol sau când ești foarte aproape de obstacol.
- Roulade | Rostogolire : Rostogolirea diagonal pe spate folosită pentru transferul de inerție/energie din salturi.
- Saut de Bras | Săritură cu brațe | Cat Leap : Aterizarea pe un obstacol în atârnat/ghemuit, mâinile apucă marginea și astfel susțin întreg corpul.
- Saut de Détente | Săritură în lungime | Long Jump : Saltul dintr-un loc în altul peste o distanță/lacună.
- Saut de Précision' | Săritură de precizie | Precision jump: Un salt de pe un obiect pe un altul îngust/mic.

Diferentele dintre Saritura in lungime si Saritura de precizie nu sunt foarte mari astfel incat de multe ori Sartura in lungime este confundaa cu Saritura de precizie
- Saut de Fond | Săritură de fond | Jump roll : Un salt de la inaltime undeva jos urmat de obicei de o rostogolire.
- Tic Tac: împingi cu un picior pe un obstacol, de obicei un zid, pentru a putea trece peste alt obstacol.